# Douglas C-47 Skytrain
El Douglas C-47 Skytrain o Dakota (designación de la RAF) es un avión de transporte militar de la compañía Douglas, desarrollado a partir del Douglas DC-3, durante la Segunda Guerra Mundial.

## Diseño y desarrollo

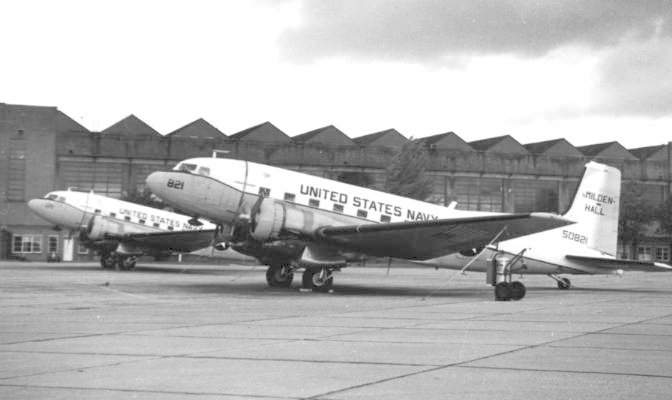
C-117D Super Dakotas de la Marina de los EE. UU. de la NAF Mildenhall, Reino Unido

Su principal diferencia era el gran portón trasero que facilitaba la carga de objetos voluminosos y el salto de paracaidistas. Se produjeron más de diez mil aviones hasta 1945 en las fábricas de Long Beach (California), Oklahoma y Santa Mónica, en Estados Unidos. El C-47 fue un transporte vital para muchas operaciones de las fuerzas aliadas, en particular en las operaciones del Pacífico contra Japón. La versión modificada C-53 Skytrooper fue usada en Europa para transportar paracaidistas y remolcar planeadores. Los C-47 fueron utilizados en junio de 1944 durante la Operación Overlord, para lanzar a las 101.ª y 82.ª divisiones aerotransportadas estadounidenses sobre Normandía, y en septiembre a la 101.ª, 82.ª y la 1.ª División Aerotransportada británica sobre Holanda durante la Operación Market-Garden.
Tras la Guerra, miles de aviones sobrantes fueron utilizados en todo el mundo para los más diversos usos, sobre todo en países pobres donde aún siguen volando. Sirvieron como cargueros, transporte de pasaje y hasta como hidroaviones.
Su tripulación constaba de tres personas (piloto, copiloto y navegante), y tenía una capacidad de 28 paracaidistas, o 2,7 toneladas de carga, con un volumen de hasta 31 m³.
El AC-47 Spooky es una versión modificada del C-47 de transporte, usado como cañonero por la USAF en la Guerra de Vietnam.

## Historia operacional

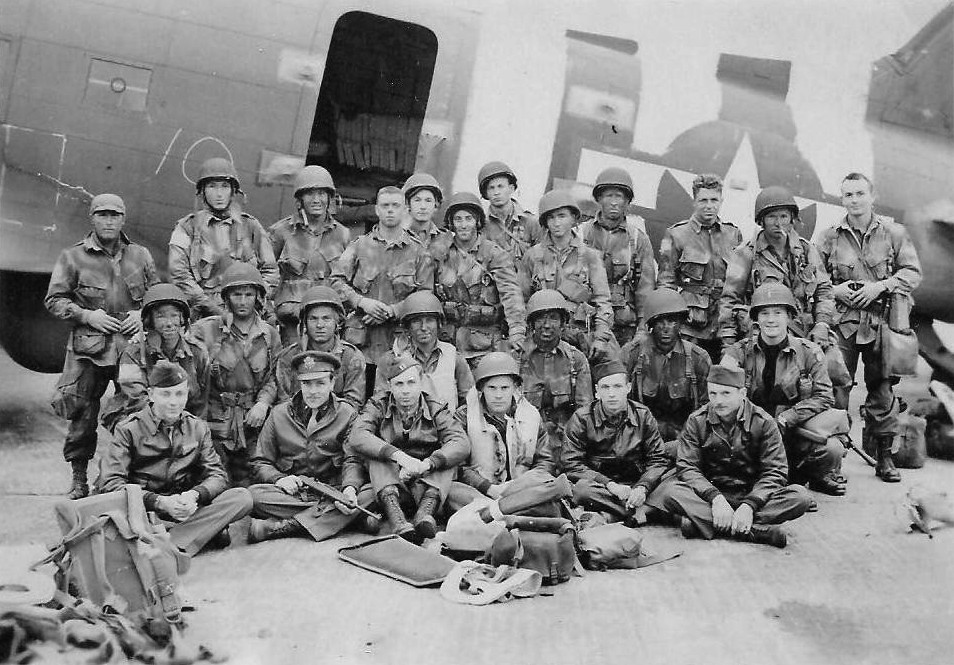
Soldados estadounidenses el 6 de junio de 1944, al lado de un C-47 que va a ser utilizado en el desembarco de Normandía.

### Primer vuelo transpolar argentino
En septiembre de 1964, la Fuerza Aérea Argentina inició una serie de vuelos a la Antártida con miras a reactualizar el proyecto fallido del año 1962 con el avión Douglas C-47, matrícula TA-33, en su intento de alcanzar en vuelo el Polo Sur.
Se constituyó nuevamente una Fuerza Aérea de Tareas Antárticas (FATA) con el siguiente material aéreo: un Douglas C-54 (TC-48) de la I Brigada Aérea, un Avro Lincoln (B-022) de la V Brigada Aérea, dos trifibios Grumman HU-16B pertenecientes a la Base Aérea Militar Tandil y un Douglas C-47 modificado, con matrícula TA-05, bautizado “El Montañés”, de la I Brigada Aérea, al que se le agregó un reactor auxiliar Turbomeca Marbore IIIC-3, que entregaba 500 kg de empuje, en el cono de cola. Esto  exigió una serie de modificaciones estructurales, estudiadas y realizadas por personal del Grupo Técnico 1 (GT1) de la I Brigada Aérea y dirigida por el Capitán Ricardo A. Ferluga. La unidad de potencia auxiliar (tomada del caza Morane Saulnier MS.760 Paris) permitía disminuir la carrera de despegue del TA-05 en un 25%, aumentaba la velocidad de ascenso en 260 pies por minuto y también el techo operativo de la aeronave, al disponer de un tercer motor.
El 18 de septiembre de 1964, el TA-05 despegó desde la Base Aérea Militar Río Gallegos y, luego de 6 horas y 16 minutos, anevizó en la Base Aérea Teniente Matienzo de la Antártida Argentina, regresando al lugar de partida dos días después, el 20 de septiembre de 1964, cumpliendo así con el primer Servicio de Transporte Aéreo Militar a la Antártida-STAM 500.
Finalmente, entre el 20 de septiembre y el 20 de diciembre de 1965, el TA-05 realiza su histórico vuelo transpolar, siendo acompañado hasta el Polo por dos pequeños monomotores Beaver y alcanzando las estaciones científicas norteamericanas "Amundsen‑Scott", en el Polo Sur, y "McMurdo".

## Variantes

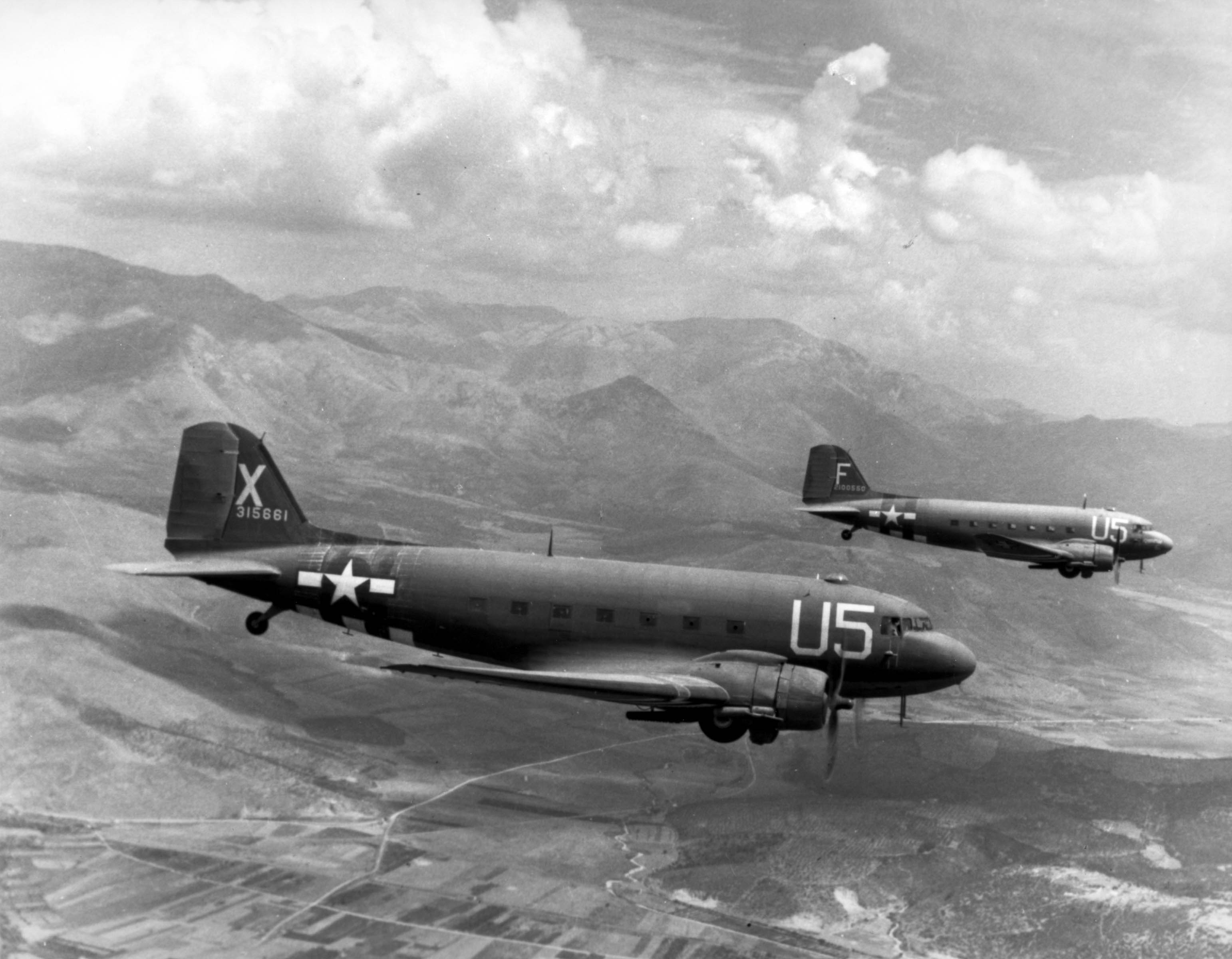
C-47 de transporte de paracaidistas, 12th Air Force Troop Carrier Wing, invasión del sur de Francia, 15 de agosto de 1944.

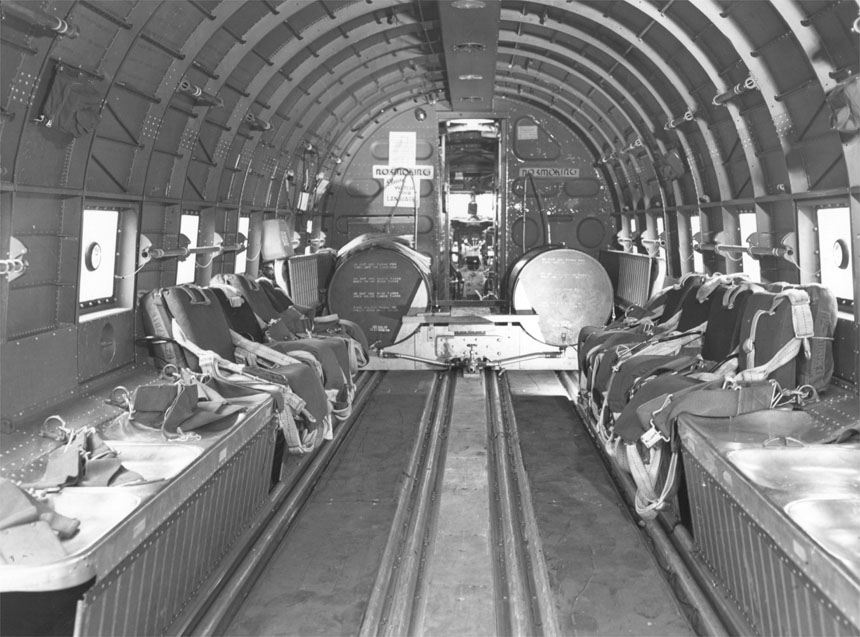
Vista interior de un Douglas C-47, Aeródromo de Hendon, Reino Unido.

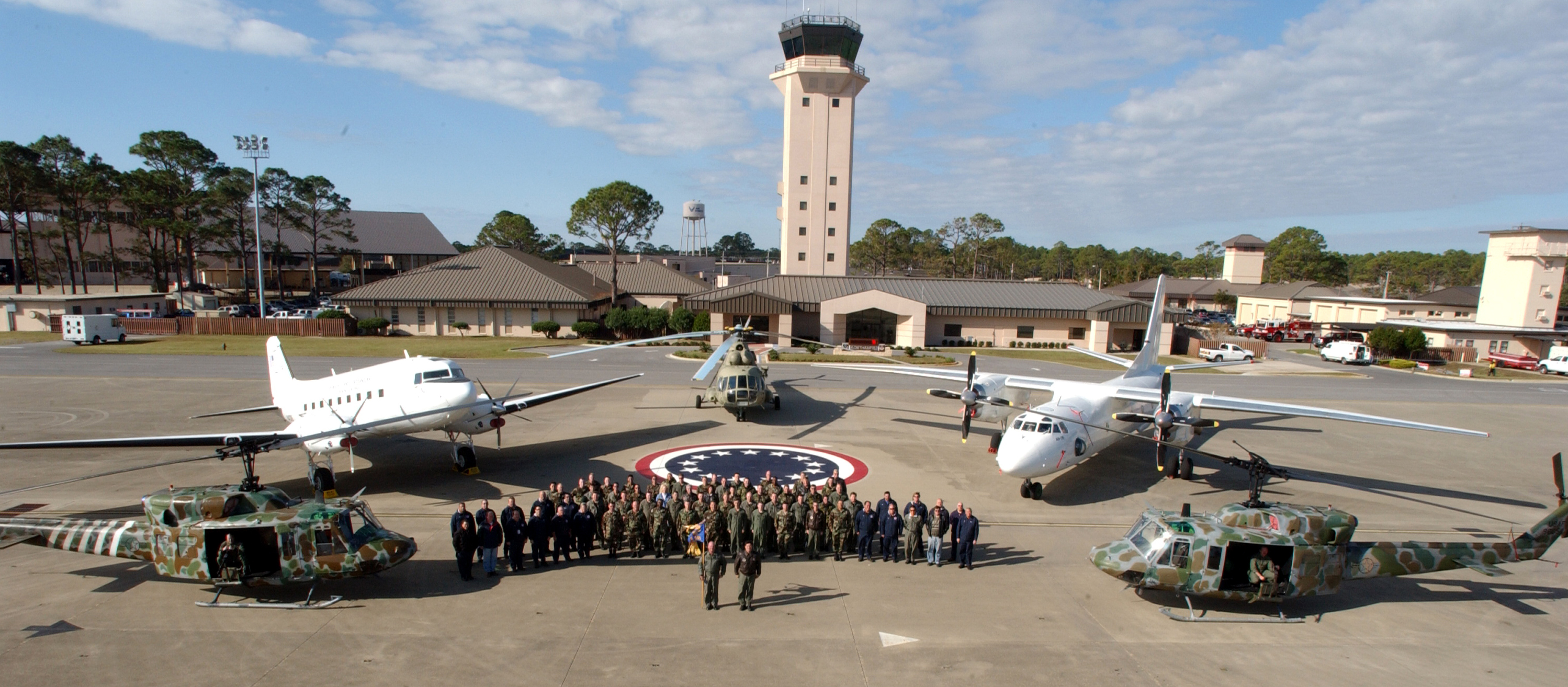
Avión del 6th Special Operations Squadron, incluyendo un C-47T en uso por la Fuerza Aérea estadounidense, alrededor de 2005.

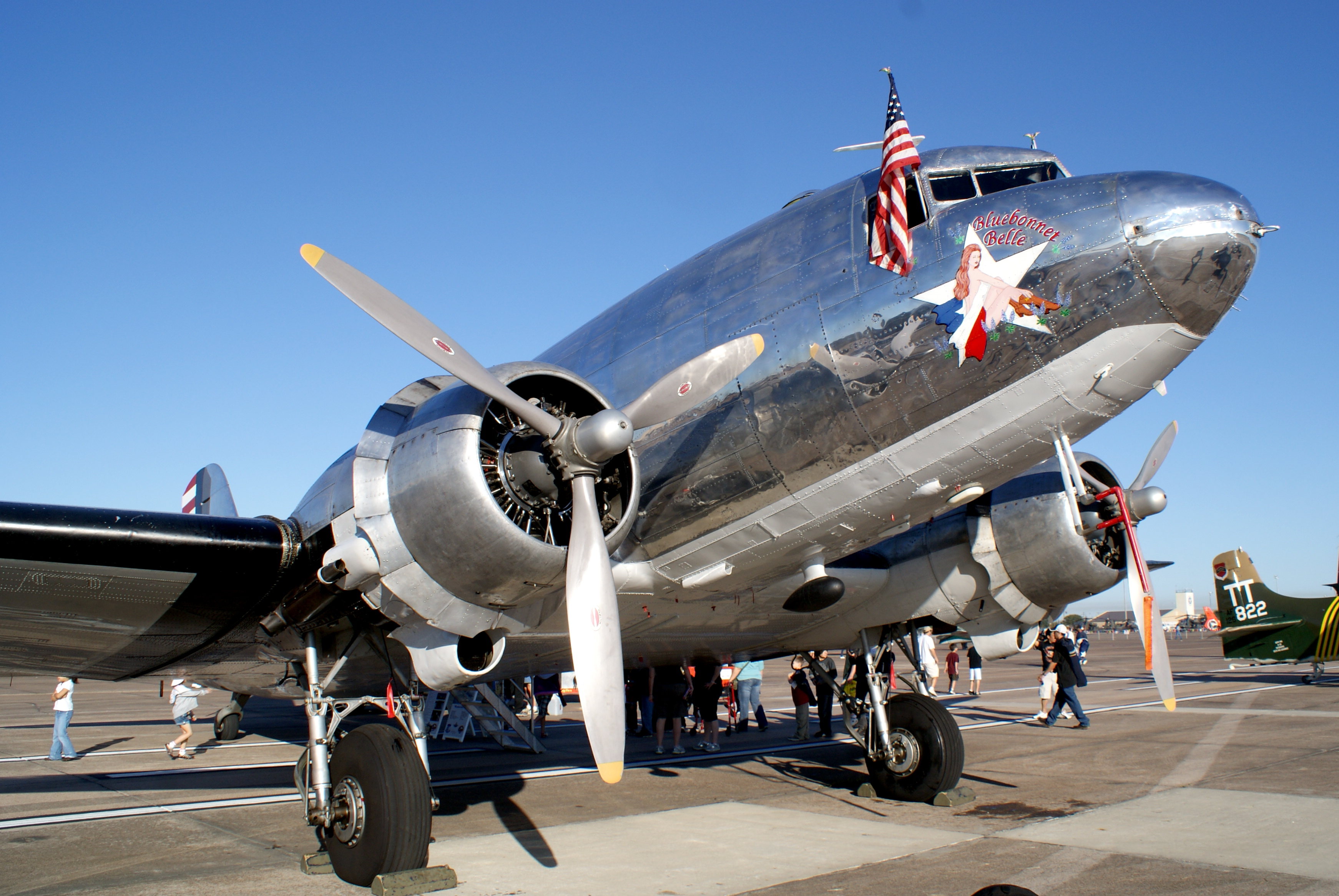
C-47B Skytrain, número de serie 43-49942.

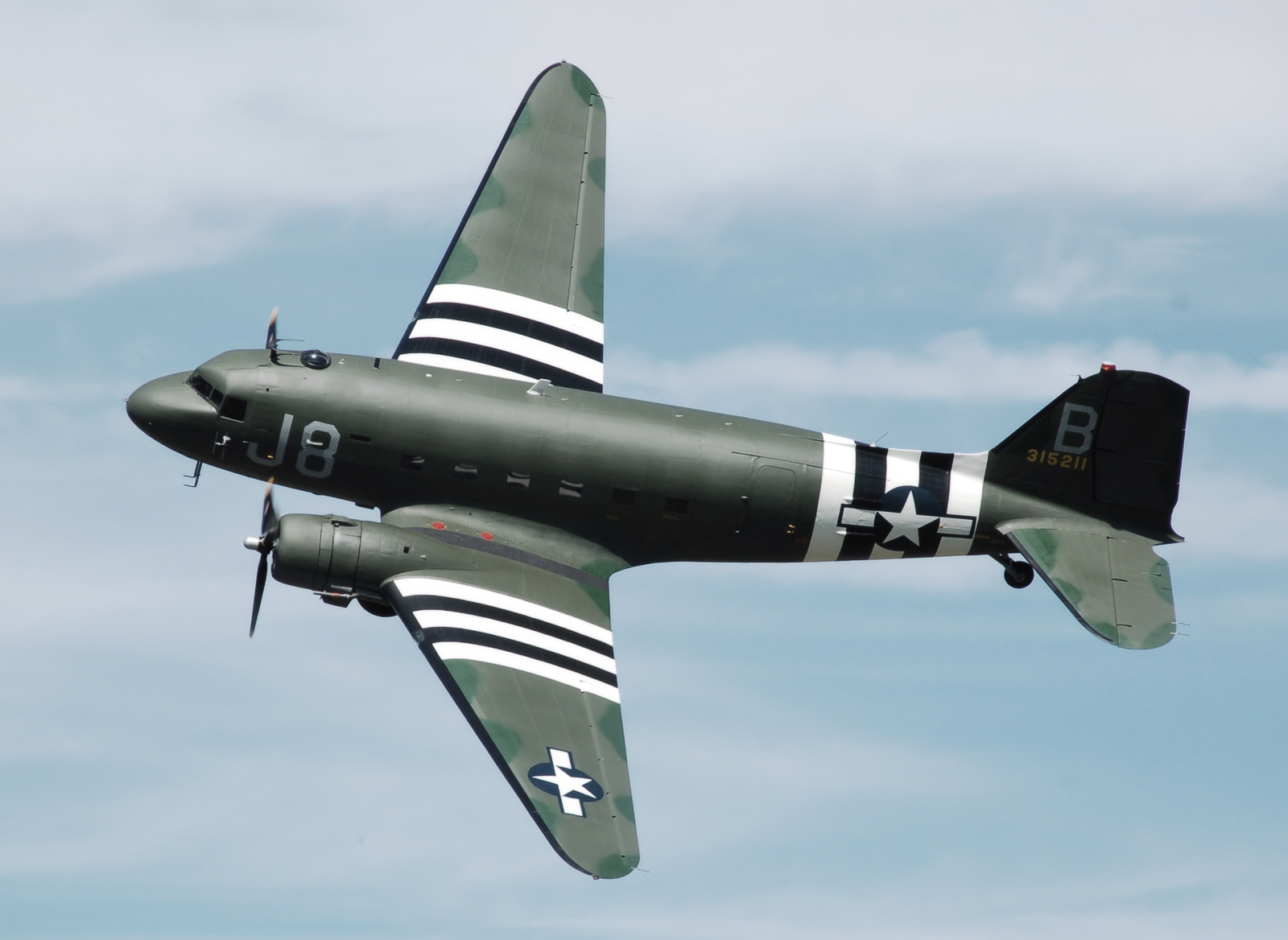
Un C-47A Skytrain, anteriormente operado por las USAAF, que voló desde una base en Devon, Reino Unido, durante la invasión de Normandía, mostrando "bandas de invasión" en sus alas y fuselaje.

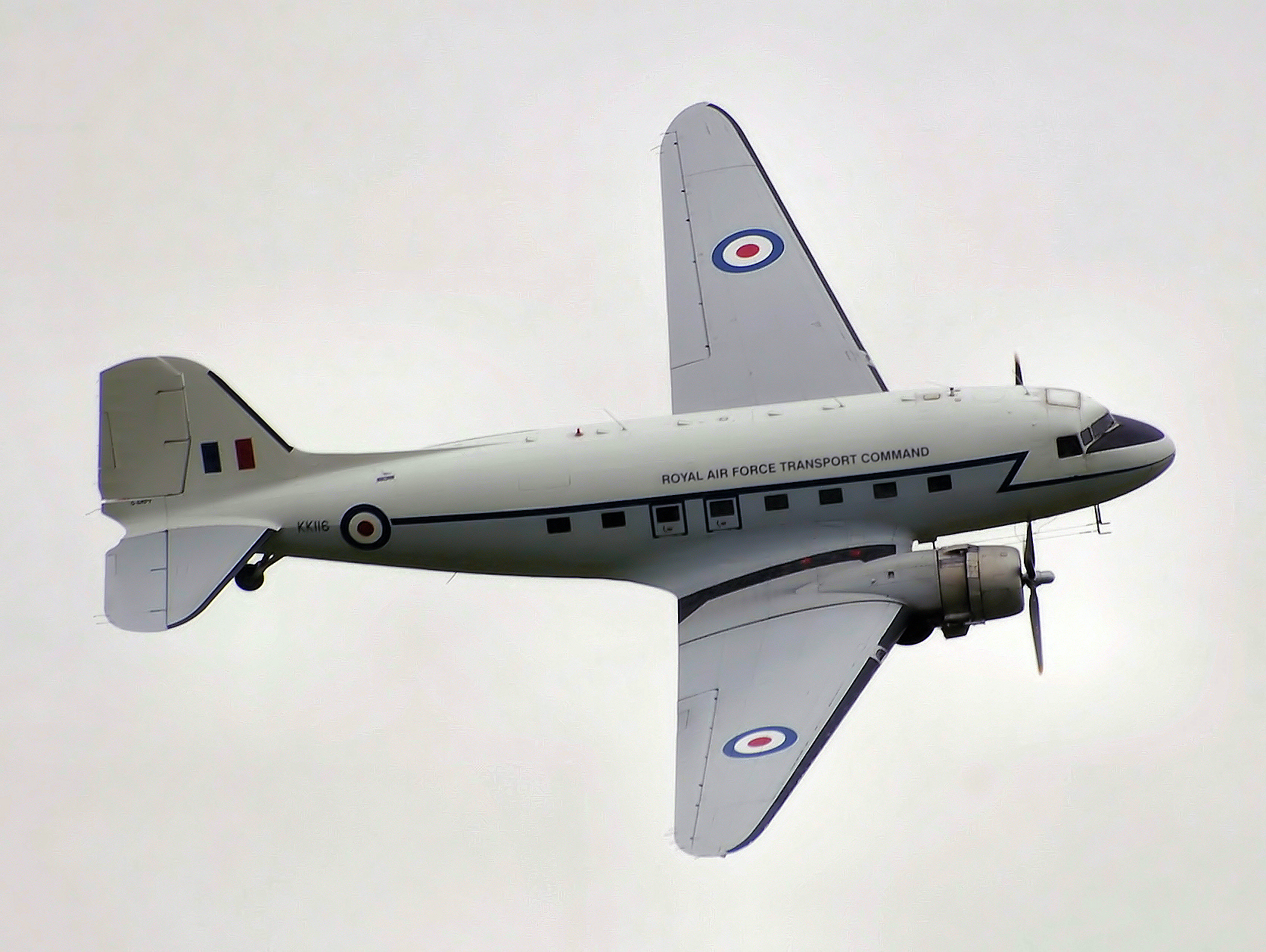
Un Dakota IV con los colores del RAF Transport Command, propiedad de la Classic Air Force, operando desde el aeropuerto de Coventry.

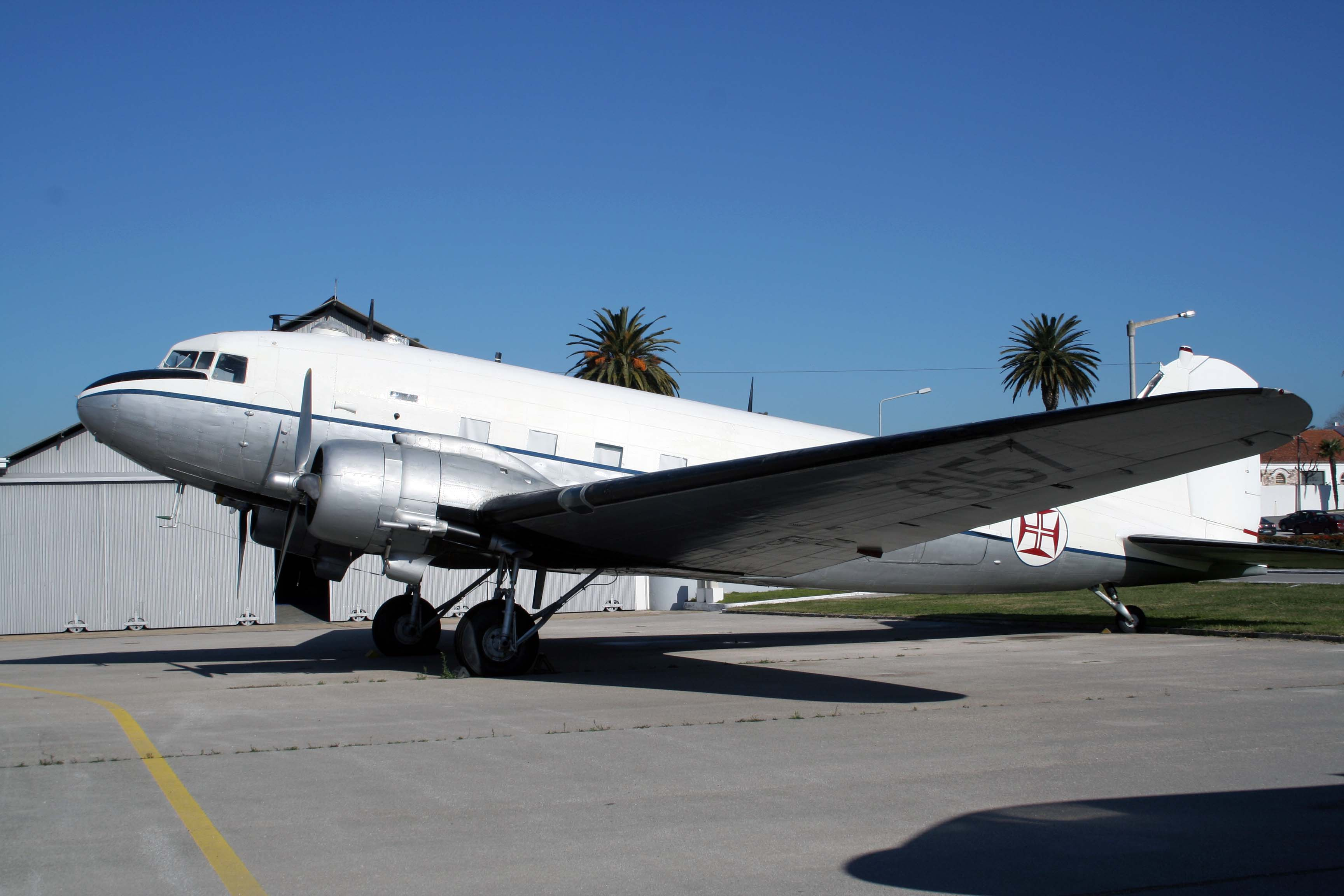
C-47A de la Fuerza Aérea Portuguesa.

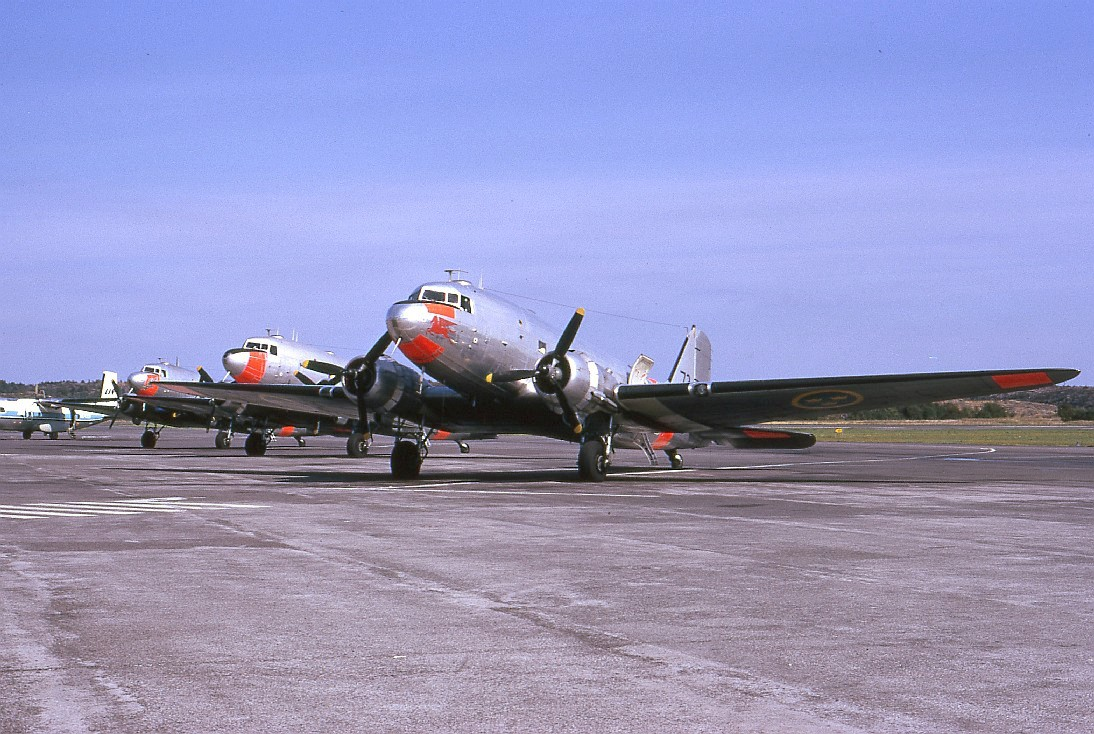
Un Tp 79 (C-47A) de la Fuerza Aérea Sueca.

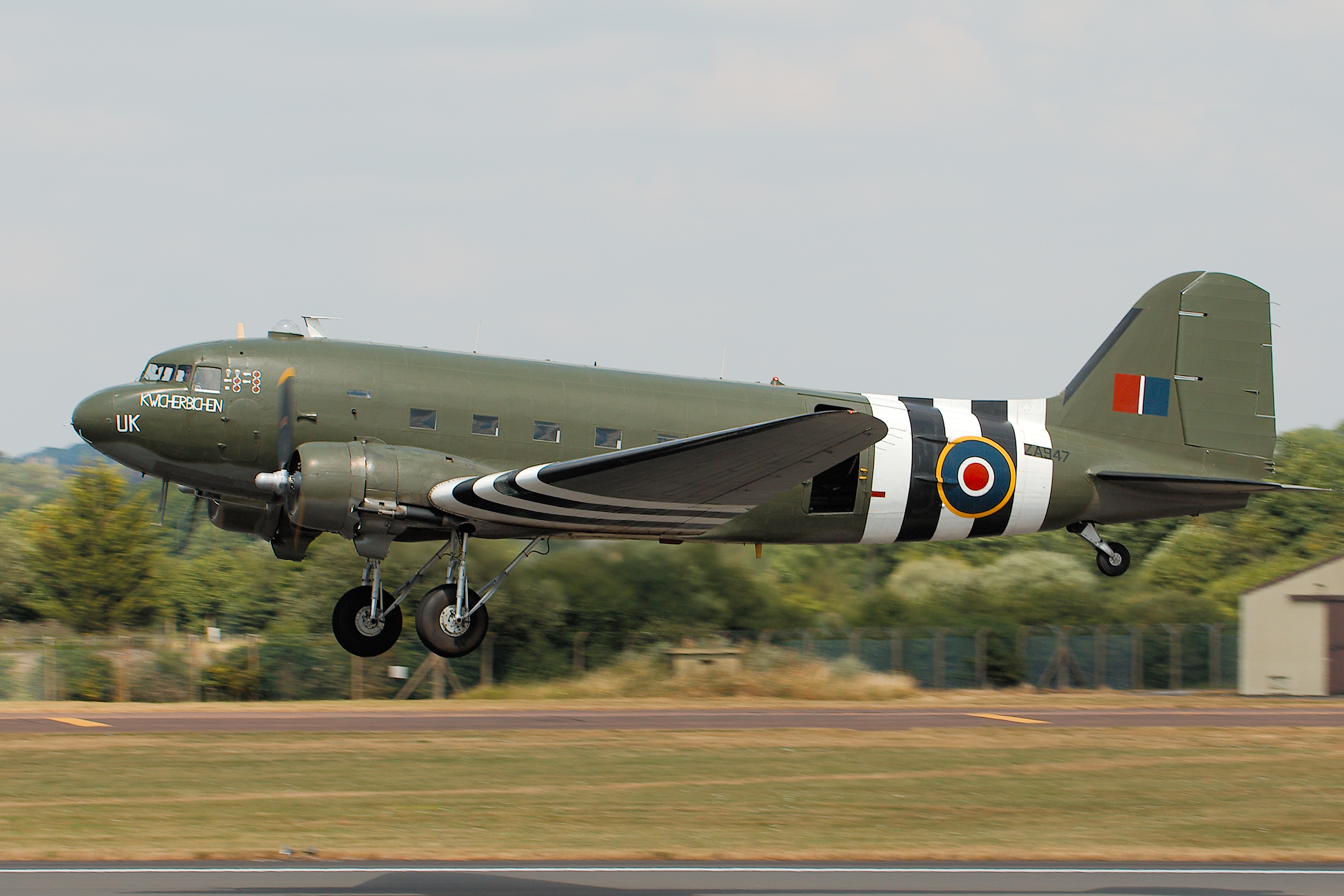
Un Dakota en el Memorial Flight de la RAF, con la puerta para paracaidistas abierta en el Royal International Air Tattoo 2018.

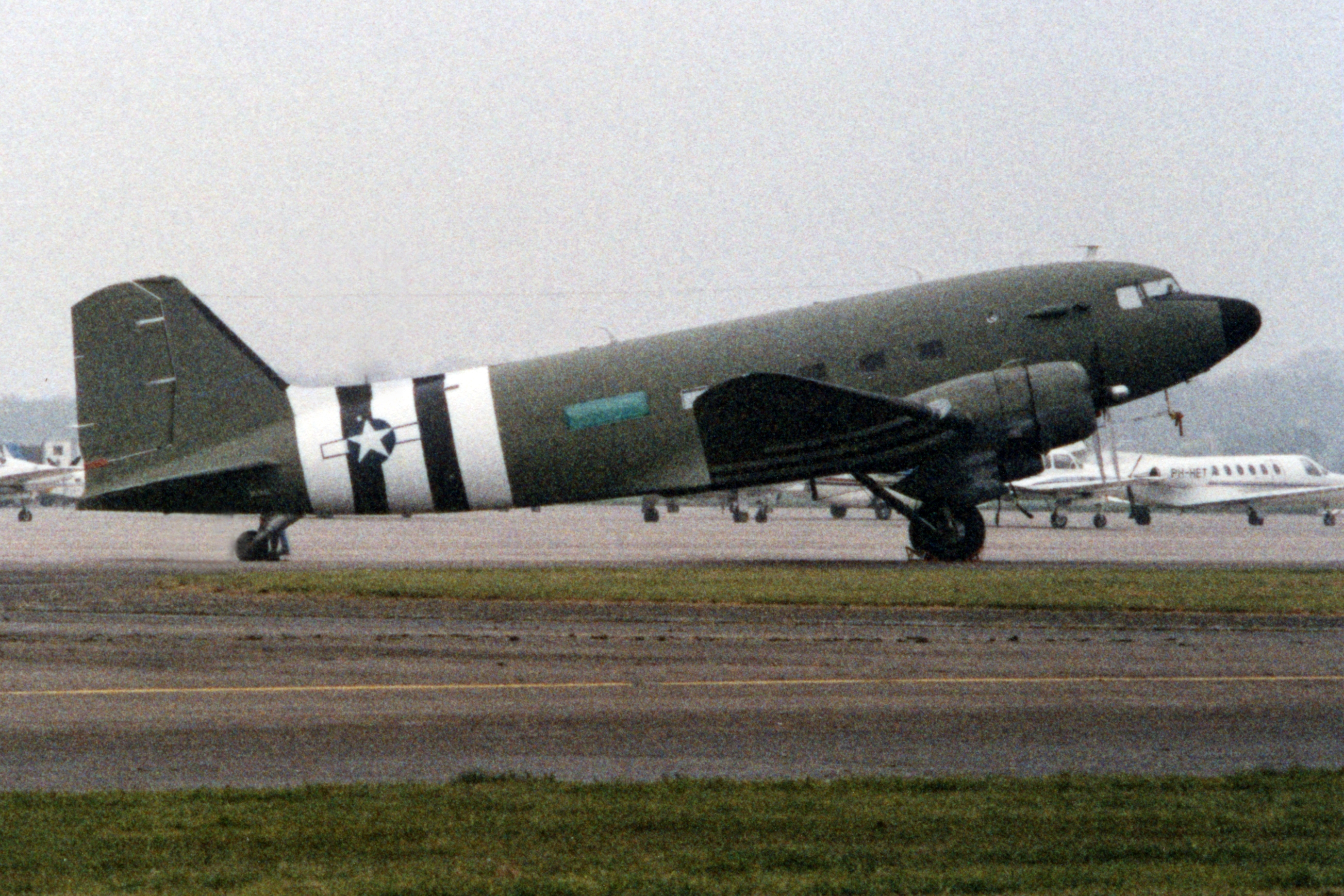
Un C-47 de las USAAF pintado con las bandas de invasión (invasion stripes, en inglés) usadas durante la Batalla de Normandía, en Róterdam, 1985.

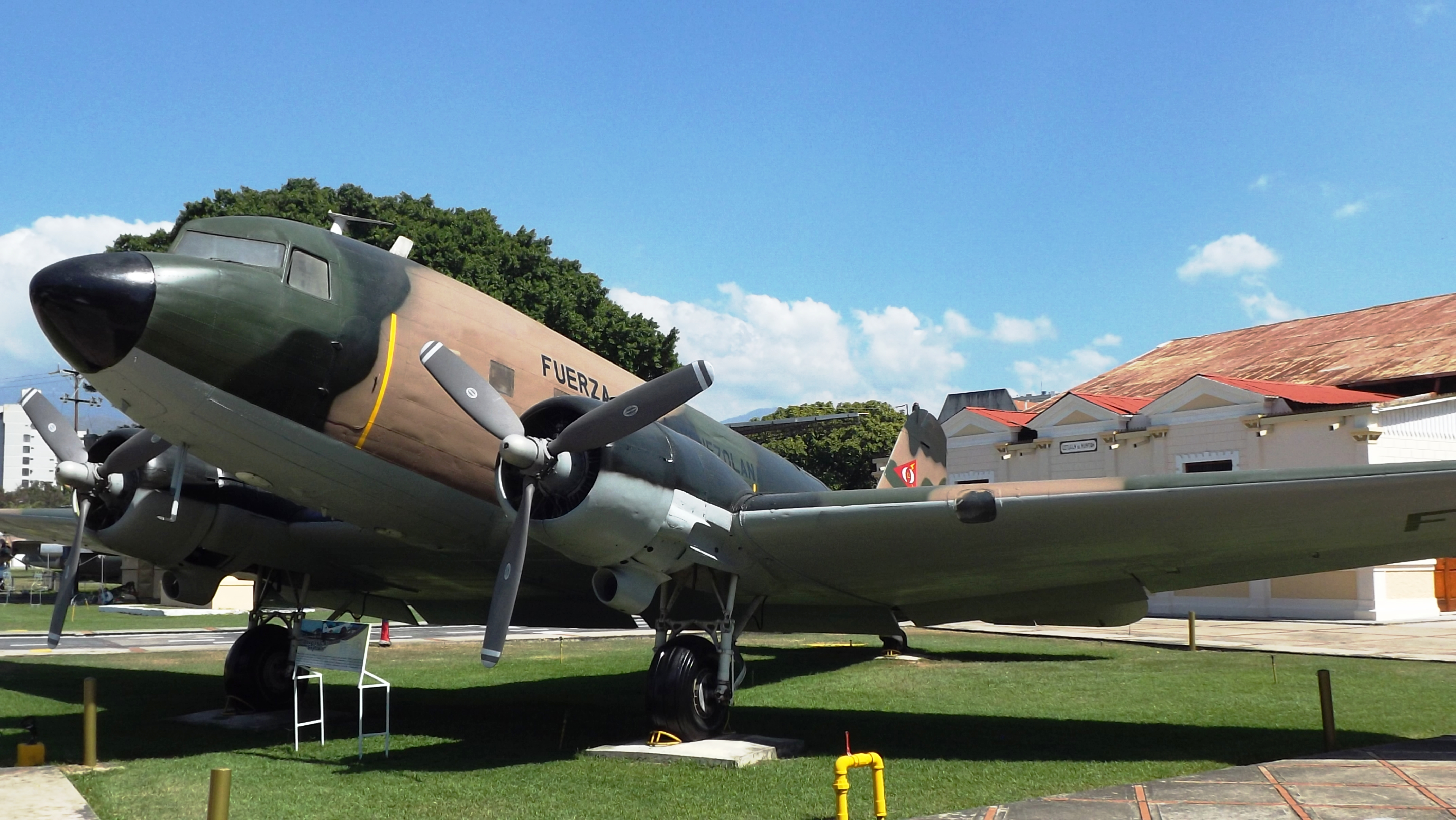
Douglas C-47A Skytrain, registro 1840 s/n 12386 adscrito al antes Escuadrón de Transporte T1 de la Fuerza Aérea de Venezuela.

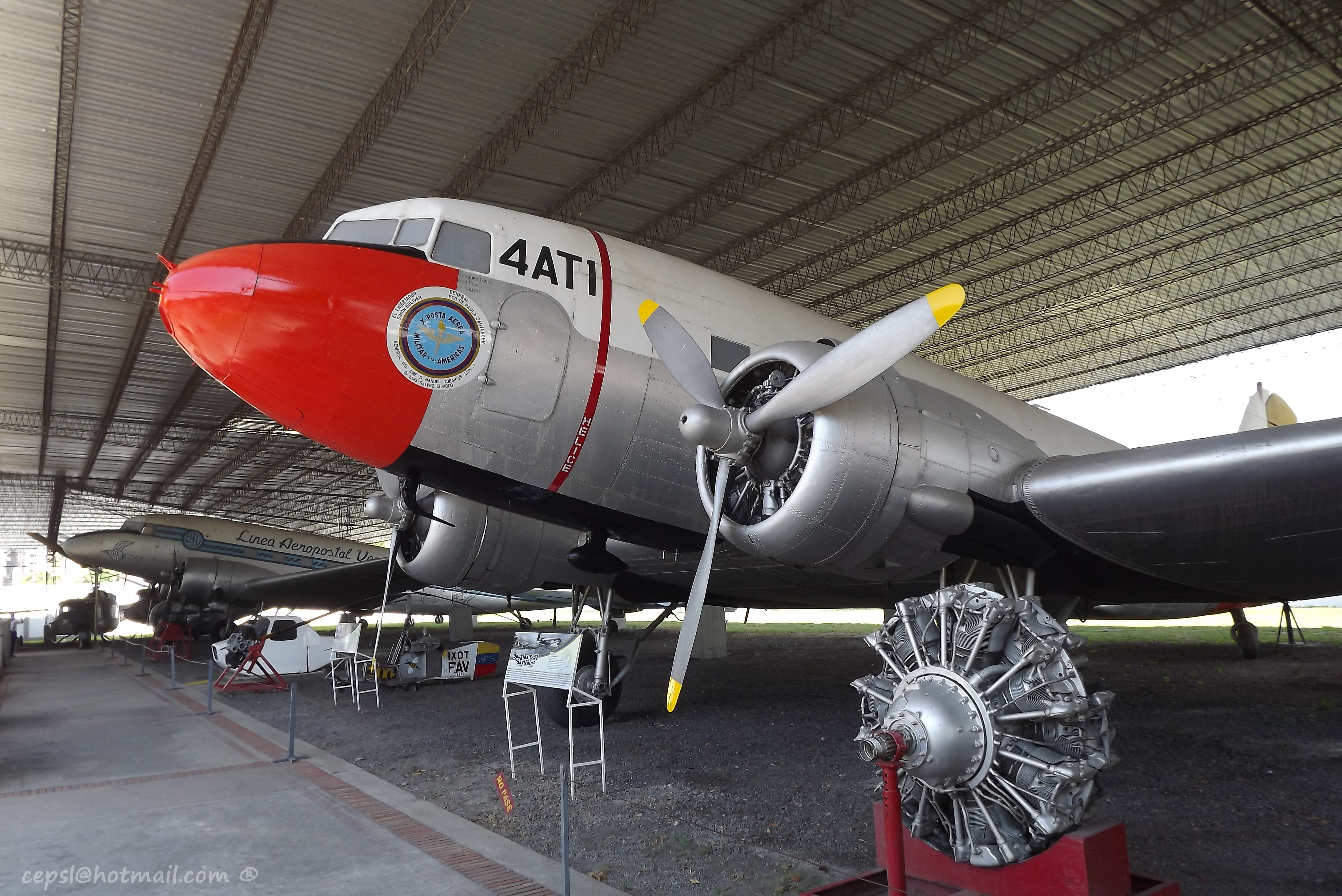
Douglas C-49K registro 4AT1 s/n 4984 adscrito al antes Escuadrón de Transporte T1 de la Fuerza Aérea de Venezuela.

C-47
Versión militar inicial del DC-3 con un cuatro tripulantes (piloto, copiloto, navegador, y radio operador) y asientos para 27 soldados a lo largo del interior del fuselaje. Las "Ambulancias Aéreas" equipadas para la evacuación de heridos podían llevar 18 pacientes en camillas y tres asistentes médicos. 965 construidos (incluyendo 12 para la Armada de los Estados Unidos como R4D-1).
C-47A
C-47 con sistema eléctrico de 24 voltios. 5254 construidos, incluyendo aviones de la Armada estadounidense designados R4D-5.
RC-47A
C-47A equipados para realizar misiones de reconocimiento fotográfico y ELINT.
SC-47A
C-47A equipados para Búsqueda Aérea y Rescate; redesignados HC-47A en 1962.
VC-47A
C-47A equipados para realizar tareas de transporte VIP.
C-47B
Propulsados por motores R-1830-90 con sobrealimentadores de dos velocidades (mejores prestaciones en altitud) para cubrir las rutas China-Birmania-India. 3364 construidos.
VC-47B
C-47B equipados para realizar tareas de transporte VIP.
XC-47C
C-47 probado con flotadores Edo Model 78 para su posible uso como hidroavión.
C-47D
C-47B con el sobrealimentador del motor de segunda velocidad (compresor de alta) inutilizado o desmontado tras la guerra.
AC-47D Spooky
Aeronave cañonera con tres ametralladoras Minigun de 7,62 mm de tiro lateral.
EC-47D
C-47D con equipamiento para Calibración Electrónica, de los que 26 fueron así convertidos por Hayes en 1953; antes de 1962 fue designado AC-47D.
NC-47D
C-47D modificados para realizar tareas de pruebas.
RC-47D
C-47D equipados para realizar misiones de reconocimiento y ELINT.
SC-47D
C-47D equipados para Búsqueda Aérea y Rescate; redesignados HC-47D en 1962.
VC-47D
C-47D equipados para realizar tareas de transporte VIP.
C-47E
Variante de carga modificada con espacio para 27-28 pasajeros o 18-24 literas.
C-47F
Redesignación del YC-129, prototipo del Super DC-3 para evaluación por la USAF, más tarde cedido a la Armada estadounidense como XR4D-8.
C-47L/M
C-47H/J equipados para el apoyo a las misiones del American Legation United States Naval Attache (ALUSNA) y del Military Assistance Advisory Group (MAAG).
EC-47N/P/Q
Aeronaves C-47A y D modificadas para realizar misiones ELINT/ARDF; las N y P diferían en la cobertura de las bandas de radio, mientras que la Q reemplazaba el equipamiento analógico de las versiones N y P por un equipo digital, equipamiento de antenas rediseñado y motores repotenciados.
C-47R
Un C-47M modificado para trabajar en altitud, específicamente para realizar misiones en Ecuador.
C-53 Skytrooper
Versión de transporte de tropas del C-47 que carecía del piso de carga reforzado, de la gran puerta de carga, y del dispositivo de elevación del C-47 Skytrain. Estaba dedicado a la tarea del transporte de tropas y podía llevar 28 pasajeros en asientos metálicos fijos en filas en el anterior espacio de carga. 221 construidos.
XC-53A Skytrooper
Un avión bancada modificado en marzo de 1942 con flaps ranurados de envergadura total y sistema anti hielo del borde de ataque de aire caliente. Convertido al estándar C-53 en 1949 y vendido como excedente.
C-53B Skytrooper
Versión ártica preparada para el invierno y de largo alcance del C-53 con depósitos extra de combustible en el fuselaje y puesto separado del astrodomo del navegador para navegación celeste. Ocho construidos.
C-53C Skytrooper
C-53 con mayor puerta lateral de acceso. 17 construidos.
C-53D Skytrooper
C-53C con sistema eléctrico continuo de 24 V y sus 28 asientos unidos a los lados del fuselaje. 159 construidos.
C-117A Skytrooper
C-47B con interior de estilo aerolínea de 24 asientos para uso como transporte de personal. 16 construidos.
VC-117A
Tres aparatos redesignados C-117 usados en tareas VIP.
SC-117A
Un C-117C convertido para rescate marítimo.
C-117B/VC-117B
Sobrealimentadores de gran altitud desmontados, uno construido y conversiones desde C-117A, todos más tarde designados VC-117B.
C-117D
R4D-8 de USN/USMC redesignados C-117D en 1962.
LC-117D
R4D-8L de USN/USMC redesignados LC-117D en 1962.
TC-117D
R4D-8T de USN/USMC redesignados TC-117D en 1962.
VC-117D
R4D-8Z de la USN redesignados VC-117D en 1962.
YC-129
Prototipo del Super DC-3 para evaluación por la USAF, redesignado C-47F y más tarde cedido a la USN como XR4D-8. Motores Wright R-1820 repotenciados a 1425 hp.
CC-129
Designación de las Fuerzas Canadienses para el C-47 (después de 1970).
XCG-17
Un C-47 bancada como planeador de transporte de 40 soldados con los motores desmontados y carenados en su lugar.
R4D-1 Skytrain
Versión del C-47 de USN/USMC.
R4D-3
Veinte C-53 transferidos a la USN.
R4D-5
Variante del C-47A con sistema eléctrico de 24 V reemplazando el de 12 V del C-47; redesignado C-47H en 1962, 238 transferidos desde la USAF.
R4D-5L
R4D-5 para su uso en la Antártida. Redesignados LC-47H en 1962. Las fotos de este modelo muestran el desmontaje de los radiadores de aceite bajo los motores típicos de la instalación del motor R-1830; aparentemente no se necesitaban en las frías regiones polares.
R4D-5Q
R4D-5 para su uso como entrenador espacial de ECM. Redesignado EC-47H en 1962.
R4D-5R
R4D-5 para su uso como transporte de personal para 21 pasajeros y avión entrenador; redesignado TC-47H en 1962.
R4D-5S
R4D-5 para su uso como entrenador especial ASW; redesignado SC-47H en 1962.
R4D-5Z
R4D-5 para su uso como transporte VIP; redesignado VC-47H en 1962.
R4D-6
157 C-47B transferidos a la USN; redesignados C-47J en 1962.
R4D-6L, Q, R, S, y Z
Variantes de la serie R4D-5; redesignados LC-47J, EC-47J, TC-47J, SC-47J y VC-47J, respectivamente, en 1962.
R4D-7
44 TC-47B transferidos desde la USAF para ser usados como entrenadores de navegación; redesignados TC-47K en 1962.
R4D-8
Aviones R4D-5 y R4D-6 refabricados con fuselaje alargado, motores Wright R-1820, equipados con alas modificadas y superficies de cola rediseñadas; redesignados C-117D en 1962.
R4D-8L
R4D-8 convertidos para su uso antártico, redesignados LC-117D en 1962.
R4D-8T
R4D-8 convertidos en entrenadores de tripulación; redesignados VC-117D en 1962.
R4D-8Z
R4D-8 convertidos en transportes de personal, redesignados VC-117D en 1962.

### Designaciones de la RAF
Dakota I
Designación de la RAF para los C-47 y R4D-1.
Dakota II
Designación de la RAF para nueve C-53 Skytrooper recibidos bajo el programa de Préstamo y Arriendo. A diferencia de la mayoría de los Dakota de la RAF, estos aviones fueron dedicados al transporte de tropas, careciendo de las anchas puertas de carga y el suelo reforzado del C-47.
Dakota III
Designación de la RAF para el C-47A.
Dakota IV
Designación de la RAF para el C-47B.
Airspeed AS.61
Conversiones de aviones Dakota I.
Airspeed AS.62
Conversiones de aviones Dakota II.
Airspeed AS.63
Conversiones de aviones Dakota III.

## Operadores
- Alemania nazi[5]
- Alemania
- Argentina
- Australia
- Bélgica
- Benín
- Biafra
- Bolivia
- Brasil
- Birmania
- Camboya
- Canadá
- Chad
- Chile
  -  Fuerza Aérea de Chile
  -  Armada de Chile
- Corea del Sur
- Colombia
- República Dominicana
- República del Congo
- República Democrática del Congo
- Dinamarca
- Ecuador
- Egipto
- El Salvador
- España
- Estados Unidos
  -  Fuerzas Aéreas del Ejército de los Estados Unidos
  -  Fuerza Aérea de los Estados Unidos
- Etiopía
- Finlandia
- Francia
- Gabón
- Grecia
- Guatemala
- Haití
- Honduras
- India
- Indonesia
- Irán
- Israel
- Italia
- Costa de Marfil
- Japón
- Laos
- Libia
- Madagascar
- Malaui
- Mali
- Mauritania
- México
- Mónaco
- Marruecos
- Países Bajos
- Nueva Zelanda
- Nicaragua
- Níger
- Nigeria
- Noruega
- Omán
- Pakistán
- Panamá
- Papúa Nueva Guinea
- Paraguay
- Perú
- Filipinas
- Portugal
- Reino Unido
- Rodesia
- Ruanda
- Arabia Saudita
- Senegal
- Sudáfrica
- Somalia
- Unión Soviética
- Sri Lanka
- Suecia
- Siria
- Tailandia
- Togo
- Turquía
- Uganda
- Uruguay
- Venezuela
- Vietnam del Sur
- Yemen
- Zaire
- Zambia

## Especificaciones (C-47B-DK)
Referencia datos: McDonnell Douglas Aircraft since 1920

### Características generales
- Tripulación: 3
- Capacidad: 28 soldados
- Carga: 2700 kg
- Longitud: 19,4 m (63,7 ft)
- Envergadura: 29,4 m (96,5 ft)
- Altura: 5,2 m (17 ft)
- Superficie alar: 91,7 m² (987,1 ft²)
- Peso vacío: 8226 kg (18 130,1 lb)
- Peso cargado: 11 793 kg (25 991,8 lb)
- Peso máximo al despegue: 14 061 kg (30 990,4 lb)
- Planta motriz: 2× Motor radial de 14 cilindros en doble estrella refrigerado por aire Pratt & Whitney R-1830-90C Twin Wasp.
  - Potencia: 890 kW (1227 HP; 1210 CV) cada uno.
- Hélices: 1× Tripala de velocidad constante por motor.

### Rendimiento
- Velocidad máxima operativa (Vno): 360 km/h (224 MPH; 194 kt) a 3050 m de altitud
- Velocidad crucero (Vc): 257 km/h (160 MPH; 139 kt)
- Alcance: 2575 km (1390 nmi; 1600 mi)
- Alcance en ferry: 5795 m (19 012 ft)
- Techo de vuelo: 8047 m (26 401 ft)
- Régimen de ascenso: 9,5 min en alcanzar los 3050 m

## Aeronaves relacionadas

### Desarrollos relacionados
- Basler BT-67
- Douglas AC-47 Spooky
- Douglas DC-3
- Douglas XCG-17
- Showa/Nakajima L2D
- Lisunov Li-2

### Aeronaves similares
- Curtiss C-46 Commando

### Secuencias de designación
- Secuencia C-_ (Aviones de Carga del USAAC/USAAF/USAF, 1924-1962): ← C-44 - C-45 - C-46 - C-47/T - C-48 - C-49 - C-50 - C-51 - C-52 - C-53 - C-54 - C-55 - C-56 -- C-114 - C-115 - C-116 - C-117 - C-118 - C-119 - C-120 -- C-127 (I) - C-127 (II) - C-128 - C-129 - C-130/J - C-131 - C-132 →
- Secuencia R_D (Aviones de Transporte de la Armada estadounidense, 1931-1962 (Douglas, 1922-1962)): RD - R2D - R3D - R4D - R5D - R6D
- Secuencia aviones militares de la Fuerza Aérea Sueca, 1940-presente: ← Sk 60 - Sk/Fpl 61 - Tp 78 - Tp 79 - Tp 80 - Tp 81 - Tp 82 →
- Secuencia C_-_ (Aeronaves de las Fuerzas Canadienses, 1968-presente): ← CH-126 - CH-127 - CT-128 - CC-129 - CC-130 - CX-131 - CC-132 →
- Secuencia T._ (Aeronaves de Transporte del Ejército del Aire español, 1945-1954): T.1 - T.2 - T.3 - T.4 (I) - T.4 (II) - XT.5
- Secuencia T._ (Aeronaves de Transporte del Ejército del Aire español, 1954-1978): TK.1 - T.2 - T.3 - T.4 (III) - T.5 - T.6 →